# Xuân Lũng
Xuân Lũng là một xã thuộc huyện Lâm Thao, tỉnh Phú Thọ, Việt Nam.
Xã Xuân Lũng có diện tích 6,91 km², dân số năm 1999 là 5.286 người, mật độ dân số đạt 765 người/km².
Theo thống kê năm 2019, xã Xuân Lũng có diện tích 6,91 km², dân số là 5.278 người, mật độ dân số đạt 763 người/km².